# Carrichtera
Carrichtera é um género botânico pertencente à família Brassicaceae.